# Комедия

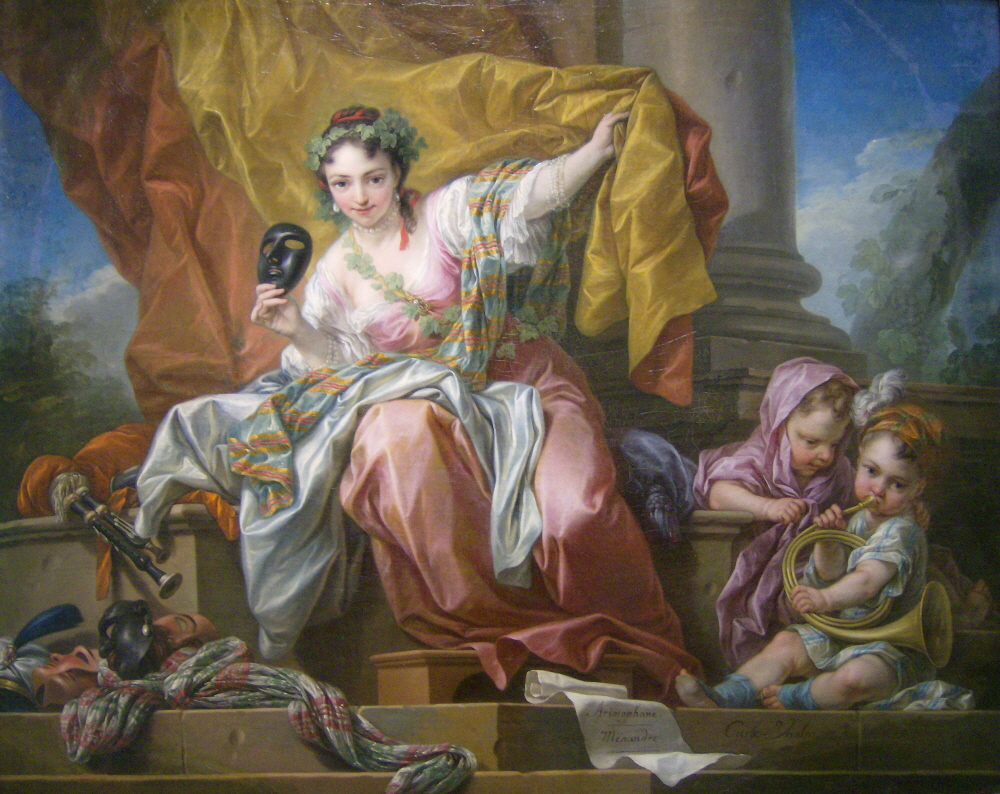
«Аллегория комедии»
Карл Ванлоо, 1752; ГМИИ им. Пушкина

Коме́дия (др.-греч. κωμ-ῳδία, от κῶμος «праздник в честь Диониса» + ἀοιδή / ᾠδή, ᾠδά «песня; ода») — жанр художественного произведения, характеризующийся юмористическим или сатирическим подходами, и также вид драмы, в котором специфически разрешается момент действенного конфликта или борьбы. Специфичность выражается в том, что вся борьба ведётся с некими обыденными и низкими целями, методами, считающимися ничтожными, смешными и нелепыми, а участники данной борьбы никак серьёзно не пострадают при проигрыше. Вокруг этого специфического конфликта и строится всё повествование. Часто ставится как противоположный жанр трагедии.
Аристотель определял комедию как «воспроизведение дурного, порочного, но такого только, что возбуждало бы смех, а не отвращение».

## История
Самые ранние сохранившиеся комедии созданы в Древних Афинах и принадлежат перу Аристофана (см. Древнегреческая комедия). Помимо Аристофана комедии в эпоху Античности писали Менандр (Аттика), Теренций и Плавт (Рим). В их комедиях, в отличие от комедий Аристофана, в центре внимания была не общественно-политическая тема, а личная и частная. Античная комедия имела несколько видов:
- Римская ателлана;
- Мим;
- Народная комедия.

## Виды
К числу видов комедии относятся такие жанры, как фарс, водевиль, интермедия, скетч, оперетта, пародия. В наши дни комедией являются многие кинофильмы, построенные исключительно на внешнем комизме, комизме положений, в которые персонажи попадают в процессе развития действия.
Различают комедию положений и комедию характеров.
Комедия положений (комедия ситуаций, ситуационная комедия) — комедия, в которой источником смешного являются события и обстоятельства.
Комедия характеров (комедия нравов) — комедия, в которой источником смешного является внутренняя суть характеров (нравов), смешная и уродливая однобокость, гипертрофированная черта или страсть (порок, недостаток). Очень часто комедия нравов является сатирической комедией, высмеивает все эти человеческие качества.